# Próchnowo (województwo zachodniopomorskie)
Próchnowo – osada w Polsce położona w województwie zachodniopomorskim, w powiecie wałeckim, w gminie Mirosławiec.
W latach 1975-1998 miejscowość administracyjnie należała do województwa pilskiego.
W miejscowości działało Państwowe Gospodarstwo Rolne – Zakład Rolny Próchnowo wchodzący w skład Państwowego Gospodarstwa Rolnego Marcinkowice.

## Historia
Wieś ta wzmiankowana była już w 1337 r. Próchnowo było enklawą brandenburską i należała do Nowej Marchii. Do powiatu wałeckiego zostało włączone dopiero w 1816 r. Z początku wieś było własnością margrabiów brandenburskich a później Wedlów-Tuczyńskich. Właścicielem Próchnowa od połowy XVI do połowy XVII wieku był ród Borków. Pod koniec II wojny światowej w okolicach Próchnowa ukrywały się liczne grupy rozbitych wojsk niemieckich. Wieś została zdobyta 11 lutego 1945 r. przez 3pp z 1 DP im.T.Kościuszki. We wsi godny zwiedzenia jest neogotycki kościół z czerwonej cegły zbudowany w XIX w. Prawie do brzegu jeziora – podobnie jak w Nakielnie – schodzi park podworski (ok. 3,0 ha). Ciekawie prezentuje się odrestaurowany stary dworek w Próchnowie w latach powojennych siedziba PGR a obecnie jednego z zakładów „Farmutil” H.S. ze Śmiłowa.
Wieś znajduje się nad jeziorem Bytyń Wielki.